# Pierre Hemmer
Pierre Hemmer (* 6. April 1912 in Ettelbruck; † 23. November 1976 in Luxemburg) war ein luxemburgischer Mittelstreckenläufer.
1934 wurde er bei den Europameisterschaften in Turin Achter über 800 Meter.
Bei den Olympischen Spielen 1936 in Berlin schied er über 800 und 1500 Meter im Vorlauf aus.

## Persönliche Bestzeiten
- 800 m: 1:55,8 min, 9. September 1934, Turin
- 1500 m: 4:06,6 min, 1936